# Symeon II (biskup perejasławski)
Symeon II (zm. 1239) – biskup perejasławski.

## Życiorys
Zginął zamordowany przez Mongołów, którzy 3 marca 1239 zdobyli Perejasław.
Kodeks Hipacki datuje jego zgon na 1237. Historycy uważają, że prawidłową datę zgonu podaje Latopis Hustyński.